# ناحیه الکینز (شهرستان واشینگتن، آرکانزاس)
ناحیه الکینز، شهرستان واشینگتن، آرکانزاس (به انگلیسی: Elkins Township) یک منطقهٔ مسکونی در ایالات متحده آمریکا است که در شهرستان واشینگتن، آرکانزاس واقع شده‌است. ناحیه الکینز ۱٬۲۵۱ نفر جمعیت دارد و ۳۷۶ متر بالاتر از سطح دریا واقع شده‌است.